# President's Cup 2009
Il President's Cup 2009 è stato un torneo professionistico di tennis maschile giocato sul cemento indoor, che faceva parte dell'ATP Challenger Tour 2009. Si è giocato ad Astana in Kazakistan dal 2 all'8 novembre 2009.

## Partecipanti

### Teste di serie
| Nazionalità | Giocatore                | Ranking* | Testa di serie |
| ----------- | ------------------------ | -------- | -------------- |
| Uzbekistan  | Denis Istomin            | 101      | 1              |
| Russia      | Tejmuraz Gabašvili       | 102      | 2              |
| Germania    | Björn Phau               | 110      | 3              |
| Francia     | Stéphane Robert          | 120      | 4              |
| Francia     | Laurent Recouderc        | 124      | 5              |
| Kazakistan  | Andrej Golubev           | 139      | 6              |
| Ucraina     | Oleksandr Dolhopolov Jr. | 142      | 7              |
| Kazakistan  | Michail Kukuškin         | 143      | 8              |

- Ranking al 26 ottobre 2009.

### Altri partecipanti
Giocatori che hanno ricevuto una wild card:
- Syrym Abdulkhalikov
- Danjil Braun
- Andrej Kuznecov
- Alexey Nesterov

Giocatori passati dalle qualificazioni:
- Il'ja Beljaev
- Evgenij Donskoj
- Konstantin Kravčuk
- Andrej Kumantsov

## Campioni

### Singolare
Andrej Golubev ha battuto in finale  Illya Marčenko con il punteggio di 6–3, 6–3

### Doppio
Jonathan Marray /  Jamie Murray hanno battuto in finale  David Martin /  Rogier Wassen con il punteggio di 4–6, 6–3, [10–5]